# 5 октября
5 октября — 278-й день года (279-й в високосные годы) по григорианскому календарю.
До конца года остаётся 87 дней.
До 15 октября 1582 года — 5 октября по юлианскому календарю, с 15 октября 1582 года — 5 октября по григорианскому календарю.
В XX и XXI веках соответствует 22 сентября по юлианскому календарю.

## Праздники и памятные дни

### Международные
- ООН — Всемирный день учителей.

### Национальные
- Россия — День работников уголовного розыска.
- Таджикистан — День государственного языка.
- Португалия — День республики.
- Хорватия — День Хорватских железных дорог.

### Религиозные
Православие
 — Память пророка Ионы (VIII век до Рождества Христова);
 — память священномученика Фоки, епископа Синопского (117 год);
 — память преподобного Ионы пресвитера (IX век), отца святых Феофана, творца канонов, и Феодора Начертанных;
 — память блаженной Параскевы Дивеевской (1915 год);
 — память преподобного Ионы Яшезерского (1589—1592 годы);
 — память Макария Жабынского, Белёвского чудотворца (XVII век);
 — Собор Тульских святых;
 — память мученика Фоки вертоградаря (около 320 года);
 — память праведного Петра Африканского, бывшего мытаря (VI век);
 — память священномученика Феодосия Бразского (1694 год) (Румын.);
 — память священномученика Вениамина (Воскресенского), епископа Романовского (1930 год);
 — празднование иконы Божией Матери «Услышательница» (Украинская ПЦ МП).
 Католицизм
 — Память отшельника Мурдока Кульдея (VIII век);
 — память святой Фаустины Ковальской (1938 год).

## События

### До XX века
- 1502 — Христофор Колумб открыл Коста-Рику.
- 1656 — армия царя Алексея Михайловича, осадившая Ригу во время русско-шведской войны 1656—1658 годов, сняла осаду с города.
- 1762 — состоялась премьера оперы «Орфей и Эвридика» Кристофа Виллибальда Глюка.
- 1789 — поход на Версаль.
- 1793
  - Декретом Национального конвента введён Французский республиканский календарь.
  - Английский исследователь Джорж Ванкувер прибыл на остров Нутка (Канада).
- 1795 — компания Гудзонова залива начала строительство торгового пункта, который позже стал городом Эдмонтон (Канада).
- 1813 — Сражение на Темсе (Англо-американская война), гибель вождя Текумсе.
- 1823 — в Англии начал издаваться первый медицинский журнал «Ланцет».
- 1831 — сражение под Ксентем.

### XX век
- 1908 — болгарский князь Фердинанд в городе Велико Тырново провозгласил независимость Болгарии от Османской империи и принял титул царя болгар.
- 1910 — в Португалии установлена республика.
- 1918 — вышел Декрет СНК РСФСР «О регистрации, приеме на учёт и охранении памятников искусства и старины». Положил начало национализации общественных и частных музеев и коллекций предметов искусства.
- 1921 — в Лондоне основан Международный ПЕН-клуб.
- 1925 — в США вышла первая книга Эрнеста Хемингуэя. Это был небольшой сборник рассказов, названный «В наше время».
- 1929 — в Ленинграде состоялся первый в СССР сеанс кино со звуком. До этого в советских кинотеатрах показывали только немое кино[7].
- 1930
  - Исследователь Арктики Георгий Ушаков завершил открытие Северной Земли и водрузил советский флаг на её западном берегу[8].
  - Произошла катастрофа дирижабля R101, погибли 48 человек.
- 1933 — за национализм уволен из харьковского театра «Березиль» украинский режиссёр Лесь Курбас.
- 1939 — закончился Польский поход Красной армии.
- 1952
  - В Москве открылся XIX съезд КПСС. ВКП(б) переименована в КПСС.
  - Столкновение над Ленинградом (1952).
- 1954 — Югославия и Италия поделили между собой спорную территорию вокруг Триеста.
- 1962
  - В Великобритании выходит первый сингл The Beatles — «Love Me Do».
  - В Великобритании выходит первый фильм из серии фильмов о Джеймсе Бонде «Доктор Ноу», основанный на романах Яна Флеминга.
- 1966 — на сцене актового зала Военмеха в Ленинграде состоялся первый концерт вокально-инструментального ансамбля «Поющие гитары».
- 1967 — британская теннисная ассоциация предложила снять разделение спортсменов на любителей и профессионалов и сделать состязания открытыми для всех.
- 1969 — на телеканале «Би-би-си» прошло первое представление «Летающего цирка Монти Пайтон».
- 1984
  - Марк Гарно стал первым канадцем в космосе.
  - Арестован певец Александр Новиков.
- 1988 — Чилийский национальный плебисцит большинством в 56 % голосов высказался за отставку Пиночета.
- 1990 — в Кирове вышел первый номер газеты «Вятский край».
- 1991
  - СССР подписал первое соглашение о сотрудничестве с Международным валютным фондом.
  - Катастрофа C-130 в Джакарте.
- 1993 — Борис Ельцин запретил в России деятельность оппозиционных партий и газет.
- 1999 — В Лондоне близ вокзала Паддингтон произошла железнодорожная катастрофа, 31 погибший.

### XXI век
- 2000 — Бульдозерная революция в Союзной Республике Югославия.
- 2008 — в Кыргызстане произошло землетрясение, унёсшее жизни 75 человек.
- 2016 — новым Генеральным секретарём ООН избран португалец Антониу Гутерриш.
- 2021 — состоялся релиз OC Windows 11.

## Родились

### До XVIII века
- 1338 — Алексей III Великий Комнин (ум. 1390), император Трапезунда.
- 1377 — Людовик II Анжуйский (ум. 1417), герцог Анжу, граф Прованса.
- 1609 — Пауль Флеминг (ум. 1640), немецкий врач и поэт («Рубелла» и др.).
- 1640 — маркиза де Монтеспан (ум. 1707), официальная фаворитка короля Франции Людовика XIV, мать его семерых детей.
- 1658 — Мария Моденская (ум. 1718), королева Англии, Шотландии и Ирландии, супруга короля Якова II.

### XVIII век
- 1703 — Джонатан Эдвардс (ум. 1758), американский конгрегационалист-проповедник.
- 1712 — Франческо Гварди (ум. 1793), итальянский художник, представитель венецианской школы ведутистов.
- 1713 — Дени Дидро (ум. 1784), французский писатель, философ-просветитель, энциклопедист.
- 1728 — шевалье д’Эон (ум. 1810), французский авантюрист, дипломат и разведчик; большую часть своей сознательной жизни провёл в женском обличье.
- 1737 — граф Алексей Орлов-Чесменский (ум. 1808), русский военный и государственный деятель, генерал-аншеф.
- 1743 — Джузеппе Гаццанига (ум. 1818), итальянский композитор.
- 1746 — Генрих Андреас Эркслебен (ум. 1809), эстляндский пастор, переводчик Ветхого Завета и педагог[9].
- 1751 — Джеймс Айрделл (ум. 1799), американский политик, член Верховного суда.
- 1781 — Бернард Больцано (ум. 1848), чешский математик и философ.

### XIX век
- 1813 — Антонио Гутьеррес (ум. 1884), испанский писатель, чьё произведение стало основой для оперы Дж. Верди «Трубадур».
- 1820 — Марселлус Дуглас (ум. 1862), американский юрист и военный, участник Гражданской войны в США.
- 1821 — Хайм, Рудольф (ум. 1901), немецкий философ, историк и публицист.
- 1829 — Честер Алан Артур (ум. 1886), 21-й президент США (1881—1885).
- 1834 — Эрминия Фуа-Фузинато (ум. 1876), итальянская поэтесса, супруга Арнальдо Фузинато[итал.].
- 1841 — Филипп Майнлендер (ум. 1876), немецкий поэт и философ.
- 1850 — Сергей Муромцев (ум. 1910), русский юрист, публицист, политический деятель.
- 1863 — князь Евгений Трубецкой (ум. 1920), русский религиозный философ, правовед, публицист, общественный деятель.
- 1864 — Луи Люмьер (ум. 1948), французский изобретатель, создатель кинематографа, младший из братьев Люмьер.
- 1873 — Люсьен Мериньяк (ум. 1941), французский фехтовальщик, олимпийский чемпион (1900).
- 1879 — Фрэнсис Пейтон Роус (ум. 1970), американский патолог, открывший первый онкогенный вирус, нобелевский лауреат (1966).
- 1882 — Роберт Годдард (ум. 1945), американский учёный, один из пионеров современной ракетной техники.
- 1887 — Рене Кассен (ум. 1976), французский юрист и общественный деятель, лауреат Нобелевской премии мира (1968).
- 1898 — Нахум Гутман (ум. 1980), израильский художник-пейзажист, иллюстратор, график и детский писатель.
- 1899 — Жорж Бидо (ум. 1983), французский политический деятель, премьер-министр Франции (1946 и 1949—1950).
- 1900 — Варвара Мясникова (ум. 1978), актриса театра и кино, заслуженная артистка РСФСР.

### XX век
- 1902 — Рэй Крок (ум. 1984), американский ресторатор, создатель сети ресторанов McDonald’s.
- 1904 — Фёдор Углов (ум. 2008), советский и российский хирург, академик АМН СССР и РАМН, борец за трезвый образ жизни.
- 1911 — Фланн О’Брайен (настоящее имя Бриан О’Нуаллан; ум. 1966), ирландский писатель и журналист.
- 1919 — Дональд Плезенс (ум. 1995), английский актёр кино и театра.
- 1920 — Мелитон Кантария (ум. 1993), один из советских солдат, водрузивших Знамя Победы на крыше здания Рейхстага, Герой Советского Союза.
- 1921 — Николай Дупак (ум. 2023), советский и российский актёр театра и кино.
- 1922 — Хосе Фройлан Гонсалес (ум. 2013), аргентинский автогонщик, пилот «Формулы-1».
- 1923 — Глинис Джонс (ум. 2024), британская актриса, обладательница премии «Тони», а также номинантка на «Оскар» (1960).
- 1925 — Раиса Стручкова (ум. 2005), русская советская балерина, народная артистка СССР.
- 1926 — Алла Прияткина, советский и российский лингвист-русист, доктор филологических наук.
- 1930 — Павел Попович (ум. 2009), советский космонавт, дважды Герой Советского Союза.
- 1931 — Галина Шамрай (ум. 2022), советская спортсменка, олимпийская чемпионка по спортивной гимнастике (1952).
- 1933 — Константин Желдин (имя при рождении Шваба́уер ум. 2024), советский и российский актёр театра и кино, заслуженный артист РСФСР (1991).
- 1936
  - Алексей Габрилович (ум. 1995), советский режиссёр-документалист, сценарист.
  - Вацлав Гавел (ум. 2011), чешский политик, президент Чехии (1989—2003).
- 1939 — Мари Лафоре (наст. имя Майтена Мари Брижит Думенак; ум. 2019), французская и швейцарская певица и актриса.
- 1940 — Виктор Павлов (ум. 2006), советский и российский актёр театра и кино, народный артист России.
- 1943
  - Стив Миллер, американский рок-певец и гитарист.
  - Инна Чурикова (ум. 2023), актриса театра и кино, народная артистка СССР.
- 1944 — Александр Михайлов, актёр театра и кино, кинорежиссёр, народный артист РСФСР.
- 1945 — Брайан Коннолли (ум. 1997), британский рок-музыкант, ведущий вокалист группы «Sweet».
- 1947
  - Брайан Джонсон, британский музыкант и поэт, вокалист австралийской рок-группы AC/DC.
  - Сергей Михалёв (погиб в 2015), советский и российский хоккеист и тренер.
- 1951
  - Карен Аллен, американская актриса.
  - Боб Гелдоф, ирландский музыкант, актёр, общественный деятель.
- 1952
  - Владимир Невзоров, советский дзюдоист и самбист, олимпийский чемпион по дзюдо (1976), чемпион мира и Европы.
  - Эмомали Рахмон, президент Таджикистана (с 1994).
  - Имран Хан, пакистанский игрок в крикет и политический деятель, премьер-министр страны (2018—2022).
- 1957 — Ли Томпсон, британский музыкант, автор песен, один из основателей и саксофонист группы «Madness».
- 1958
  - Андре Кёйперс, нидерландский космонавт и врач.
  - Нил Деграсс Тайсон, американский астрофизик, писатель, популяризатор науки.
- 1960 — Дэниел Болдуин, американский киноактёр, один из старших братьев Болдуинов.
- 1961
  - Елена Ахаминова, советская волейболистка, олимпийская чемпионка (1980), чемпионка Европы (1979).
  - Ирина Метлицкая (ум. 1997), советская и российская актриса театра и кино.
- 1962 — Майкл Андретти, американский автогонщик.
- 1963 — Михаэль Хадшифф, австрийский конькобежец, двукратный призёр Олимпийских игр (1988).
- 1965
  - Марио Лемьё, канадский хоккеист, олимпийский чемпион (2002), двукратный обладатель Кубка Стэнли.
  - Патрик Руа, канадский хоккеист, трижды признавался лучшим вратарём НХЛ.
- 1967 — Гай Пирс, британский и австралийский актёр и музыкант, лауреат «Эмми».
- 1971
  - Маурисио Пельегрино, аргентинский футболист и тренер.
  - Карлос Маурисио Эспинола, аргентинский яхтсмен, 4-кратный призёр Олимпийских игр.
- 1972 — Грант Хилл, американский баскетболист, олимпийский чемпион (1996).
- 1975 — Кейт Уинслет, британская актриса, обладательница премий «Оскар», «Золотой глобус», BAFTA и др.
- 1976 — Рамзан Кадыров, президент Чечни (с 2007).
- 1977 — Константин Зырянов, российский футболист и тренер, призёр чемпионата Европы (2008).
- 1980 — Йоаким Броден, шведско-чешский музыкант, автор песен, вокалист шведской хэви-пауэр-метал-группы Sabaton.
- 1981
  - Йоэль Линдпере, эстонский футболист.
  - Чжан Инин, китайская спортсменка, 4-кратная олимпийская чемпионка по настольному теннису.
- 1982 — Саори Ёсида, японская спортсменка (вольная борьба), 3-кратная олимпийская чемпионка, 13-кратная чемпионка мира.
- 1983 — Джесси Айзенберг, американский актёр театра и кино, писатель, драматург.
- 1992
  - Айтор Ариньо, испанский гандболист, чемпион мира и двукратный чемпион Европы.
  - Кевин Магнуссен, датский автогонщик.
- 1993 — Джуэл Лойд, американская баскетболистка, двукратная олимпийская чемпионка (2020 и 2024).

## Скончались

### До XIX века
- 1056 — Генрих III Чёрный (р. 1028), король Германии (с 1039), император Священной Римской империи (с 1046).
- 1285 — Филипп III Смелый (р. 1245), король Франции (с 1270).
- 1565 — Лодовико Феррари (р. 1522), итальянский математик.
- 1763 — Август III Фридрих (р. 1696), король польский, великий князь литовский и курфюрст саксонский.
- 1777 — Ян Сегнер (р. 1704), немецко-венгерский физик, создавший прообраз гидравлической турбины.

### XIX век
- 1813 — погиб Текумсе (р. 1768?), вождь индейцев, боровшийся с американскими колонистами.
- 1826 — граф Антонио Альдини (р. 1756), итальянский министр во времена наполеоновского владычества в Италии.
- 1860 — Алексей Хомяков (р. 1804), русский философ, поэт, публицист, один из основателей движения славянофилов.
- 1871 — Александр Афанасьев (р. 1826), русский писатель, собиратель фольклора.
- 1880 — Жак Оффенбах (р. 1819), французский композитор, основоположник классической оперетты.

### XX век
- 1918 — Ролан Гаррос (р. 1888), французский лётчик, первым перелетевший через Средиземное море; его именем назван теннисный стадион в Париже.
- 1933 — Николай Юденич (р. 1862), русский военный деятель, белый генерал.
- 1934 — Жан Виго (р. 1905), французский кинорежиссёр.
- 1938 — Фаустина Ковальская (р. 1905), католическая святая, монахиня.
- 1940 — Сильвестре Ревуэльтас (р. 1899), мексиканский композитор, скрипач, дирижёр.
- 1954 — Борис Вышеславцев (р. 1877), русский философ и религиозный мыслитель.
- 1955 — Елена Рерих (р. 1879), русский религиозный философ, писательница, общественный деятель.
- 1956 — Дмитрий Васильев-Буглай (р. 1888), русский советский композитор, хоровой дирижёр, собиратель народных песен.
- 1962
  - Тод Браунинг (р. 1880), американский кинорежиссёр, актёр и сценарист, один из основоположников жанра фильмов ужасов.
  - Сильвия Бич (р. 1887), американская писательница и издатель.
- 1965 — Бенедикт Норд (р. 1901), советский театральный режиссёр, народный артист Украинской ССР, профессор ГИТИСа.
- 1969 — Теофилус Пейнтер (р. 1889), американский зоолог и цитогенетик.
- 1970 — Владимир Владиславский (р. 1891), советский актёр театра и кино, лауреат Сталинской премии.
- 1971 — Пётр Галаджев (р. 1900), советский киноактёр и художник кино.
- 1972 — Иван Ефремов (р. 1908), советский писатель-фантаст, учёный-палеонтолог и философ-космист.
- 1974 — убит Мигель Энрикес Эспиноса (р. 1944), чилийский революционер.
- 1980 — Уринбой Рахмонов (р. 1910), советский киргизский актёр, театральный деятель, художественный руководитель и главный режиссёр Ошского драматического театра.
- 1987 — погиб Владимир Акимов (р. 1953), советский ватерполист, заслуженный мастер спорта СССР, олимпийский чемпион (1980), чемпион мира, обладатель кубка мира, многократный чемпион СССР, защитник сборной СССР и команды ЦСК ВМФ.
- 1988 — Валентина Кибардина (р. 1907), актриса театра и кино, народная артистка РСФСР.
- 1990 — Андрей Грабар (р. 1896), русский и французский историк средневекового и византийского искусства.
- 1993
  - Александр Штейн (р. 1906), русский советский писатель, драматург, сценарист.
  - Пётр Мальцев (р. 1907), живописец, народный художник СССР.
  - Владимир Цветов (р. 1933), советский и российский журналист-международник, телекомментатор, востоковед.
- 1996 — Сеймур Крэй (р. 1925), американский инженер, разработчик суперкомпьютеров.

### XXI век
- 2004 — Морис Хьюг Фредерик Уилкинс (р. 1916), английский биофизик, лауреат Нобелевской премии (1962, совм. с Дж. Уотсоном и Ф. Криком).
- 2007
  - Владимир Кузин (р. 1930), первый советский чемпион в лыжных гонках, олимпийский чемпион (1956).
  - Леонид Шульман (р. 1936), советский и украинский астроном, публицист и общественный деятель.
- 2011 — Стив Джобс (р. 1955), один из основателей и бывший генеральный директор корпорации Apple.
- 2012 — Валентина Ушакова (р. 1925), советская актриса театра и кино, «королева эпизода».
- 2013 — Карло Лиццани (р. 1922), итальянский режиссёр, сценарист и критик.
- 2014 — Юрий Любимов (р. 1917), театральный режиссёр и актёр, художественный руководитель Театра на Таганке, народный артист России.
- 2015 — Шанталь Акерман (р. 1950), бельгийский кинорежиссёр, сценарист и актриса.
- 2017 — Анна Вяземски (р. 1947), французская актриса и писательница.
- 2019 — Самвел Мнацян (р. 1990), российский хоккеист.

## Приметы
- Фока Вертоградарь. Фока в народе почитается как защитник от пожаров и как подающий помощь утопающим[10]
- Листопадная. Чаще дожди в этот день заходят на землю[11].